# 卡尔利亚斯塞里
卡尔利亚斯塞里（Kalliasseri），是印度喀拉拉邦Kannur县的一个城镇。总人口28066（2001年）。

## 人口
该地2001年总人口28066人，其中男性13247人，女性14819人；0—6岁人口2824人，其中男1454人，女1370人；识字率85.02%，其中男性为87.04%，女性为83.22%。